# Liverpool Overhead Railway
Liverpool Overhead Railway (укр. Метрополітен Ліверпуля) — система надземна залізниця (метрополітен) в місті Ліверпуль (Велика Британія), відкрита 1893 року, закрита 1956 року.